# Карбен Тауншип (округ Гантінгдон, Пенсільванія)
Карбен Тауншип (англ. Carbon Township) — селище (англ. township) в США, в окрузі Гантінгдон штату Пенсільванія. Населення — 318 осіб (2020).

## Демографія
Згідно з переписом 2010 року, у селищі мешкало 375 осіб у 166 домогосподарствах у складі 112 родин. Було 205 помешкань
Расовий склад населення:
| - 99,5 % — білих |

До двох чи більше рас належало 0,5 %. Частка іспаномовних становила 0,0 % від усіх жителів.
За віковим діапазоном населення розподілялося таким чином: 18,9 % — особи молодші 18 років, 60,3 % — особи у віці 18—64 років, 20,8 % — особи у віці 65 років та старші. Медіана віку мешканця становила 47,2 року. На 100 осіб жіночої статі у селищі припадало 111,9 чоловіків;  на 100 жінок у віці від 18 років та старших — 108,2 чоловіків також старших 18 років.
Середній дохід на одне домашнє господарство  становив 44 048 доларів США (медіана — 40 833), а середній дохід на одну сім'ю — 56 558 доларів (медіана — 50 455). За межею бідності перебувало 14,3 % осіб, у тому числі 27,1 % дітей у віці до 18 років та 13,3 % осіб у віці 65 років та старших.
Цивільне працевлаштоване населення становило 139 осіб. Основні галузі зайнятості: освіта, охорона здоров'я та соціальна допомога — 23,0 %, роздрібна торгівля — 15,8 %, науковці, спеціалісти, менеджери — 11,5 %, будівництво — 10,8 %.